# Raus aus Åmål
Raus aus Åmål bzw. Show me Love (Originaltitel: Fucking Åmål) ist ein schwedischer Coming-of-Age-Film aus dem Jahr 1998. Das Spielfilmdebüt des Regisseurs Lukas Moodysson war in Nordeuropa ein großer kommerzieller Erfolg und wurde mehrfach ausgezeichnet. Die Hauptrollen spielen Alexandra Dahlström und Rebecka Liljeberg.

## Handlung
Die Teenager Agnes und Elin leben beide in der Kleinstadt Åmål und könnten scheinbar nicht verschiedener sein: Während Elin das beliebteste und schönste Mädchen der Schule ist, ist Agnes auch nach dem Umzug eine Außenseiterin geblieben. In der Schule munkelt man abfällig, dass sie lesbisch sei. Tatsächlich ist Agnes heimlich in Elin verliebt. Aber auch Elin ist anders als ihre Freunde. Sie möchte mehr vom Leben, als es in Åmål möglich zu sein scheint.
Nachdem Elin Agnes für eine alberne Wette küsst, bekommt sie ein schlechtes Gewissen und entschuldigt sich bei ihr. Sie entwickelt rasch Respekt und bald auch Zuneigung für Agnes, die ihr bisher in der Schule nicht aufgefallen war. Doch Elin verdrängt die Möglichkeit ihrer eigenen Homosexualität. Sie bandelt stattdessen – auch auf Drängen ihrer Schwester – mit dem schüchternen Johan an und meidet den Kontakt zu Agnes. Mit Johan hat sie bald auch ihren ersten, fünfsekündigen Geschlechtsverkehr.
Schließlich verlässt Elin Johan. Sie zieht Agnes auf eine Schultoilette und gesteht ihr dort, dass sie sie liebt. Das Gespräch wird von Freunden von Elin unterbrochen, die glauben, sie sei mit einem Jungen in der Toilette. Elin und Agnes schließen sich zunächst ein und zögern hinauszugehen. Als der Druck durch die vor der Toilette versammelten Schüler und Lehrer steigt, entschließen sie sich, sich zu ihrer Liebesbeziehung zu bekennen, und treten demonstrativ Händchen haltend hinaus.

## Entstehungsgeschichte
Lukas Moodysson schrieb neun Entwürfe für das Drehbuch von Raus aus Åmål. Die Dreharbeiten fanden mit einem Budget von neun Millionen Kronen allerdings nicht in Åmål, dem Handlungsort des Films, statt, sondern in Trollhättan, einem ungefähr 100 Kilometer entfernten Ort. Trollhättan ist der Geburtsort der im Film ihr Schauspieldebüt gebenden Erica Carlson, Mathias Rust und Stefan Hörberg. Die beiden Hauptdarstellerinnen hatten vorher bereits Erfahrung in schwedischen Spiel- und Fernsehfilmen gesammelt, jedoch nur in Nebenrollen.
Die letzte Szene, in der Elin und Agnes O'boy-Kakao trinken, war ursprünglich nicht eingeplant. Dieser Szene folgt das Lied Show Me Love der schwedischen Popsängerin Robyn. Zum Soundtrack trugen außerdem Songs der Indie-Rock-Band Broder Daniel bei.

## Produktion, Rezeption
Produziert wurde Fucking Åmål von Memfis Film im Jahr 1998 in Schweden zusammen mit Zentropa Productions, Film i Väst, SVT Drama Göteborg, Svenska Filminstitutet und dem Danish Film Institute. Die Veröffentlichung in Schweden übernahm Sonet Film, die den Titel am 23. Oktober 1998 in die schwedischen Kinos brachten, wo ihn über 860.000 Besucher sahen. Mit einem Einspielergebnis von 54,37 Millionen Kronen bis 31. März 1999 in Schweden wurde er ein kommerzieller Erfolg. Kinostarts in anderen europäischen Ländern folgten. In Norwegen war Raus aus Åmål nach Notting Hill der erfolgreichste Film im Jahr 1999. In Deutschland brachte der Concorde Filmverleih den Film unter dem Titel Raus aus Åmål am 2. Dezember 1999 ins Kino, wo ihn 81.569 Besucher sahen. Im April 2001 erschien er in Deutschland auf Video und DVD. Die deutsche Synchronfassung und die schwedische Originalfassung mit deutschen Untertiteln wurde 2023 von Salzgeber in Deutschland neu veröffentlicht.
Kritiker nahmen den 89-minütigen Film überwiegend positiv auf. Vor allem die beiden Hauptdarstellerinnen wurden gelobt. Die wenigen negativen Stimmen kritisierten unter anderem, dass der Film zu einfach und wenig tiefgründig sei. Der Originaltitel wurde für den Verleih auf dem englischsprachigen Markt zu Show Me Love geändert.

## Kritiken
„Der sympathische Debütfilm überzeugt als sensible Geschichte adoleszenter Selbstfindung. Er nimmt die Perspektiven seiner Protagonistinnen ernst und enthält sich jeden wertenden Kommentars. Nicht zuletzt lebt er vom lebendigen Spiel seiner jungen Hauptdarstellerinnen.“

„In Skandinavien war die ebenso witzige wie rührende Geschichte einer erwachenden lesbischen Liebe der Kinohit des Jahres. Lukas Moodysson (Buch und Regie) nähert sich den Seelennöten seiner Figuren sehr behutsam. Schlicht phänomenal spielen Alexandra Dahlström (Elin) und Rebecka Liljeberg (Agnes). Alter Schwede! So frisch und unverkrampft wird Herz-Schmerz im Kino nur selten dargeboten.“

„Wenn man sagt, Fucking Åmål sei ein Film über das Leben von Teenagern in einer schwedischen Kleinstadt, dann ist das als sagte man, Hamlet sei ein Stück über das Leben eines dänischen Prinzen. -- Natürlich stimmt das, aber darum geht es doch nicht! Wenn das alles ist, was Du davon verstanden hast, dann hast Du das Wichtigste verpaßt.“

## Auszeichnungen
Auf der Berlinale 1999 gewann der Film den Teddy Award sowie eine Empfehlung beim C.I.C.A.E.-Preis in der Rubrik Panorama. Auch auf zahlreichen anderen Filmfestivals war Raus aus Åmål erfolgreich. Auf dem kanadischen Atlantic Film Festival erhielt er eine Auszeichnung als Bester internationaler Film, auf dem Flanders International Film Festival den Preis der Studentenjury, auf dem London Film Festival die Sutherland-Trophäe, auf dem Molodist International Film Festival den Preis als Bester Film, den FIPRESCI-Preis und den Preis der jungen Jury sowie auf dem Karlovy Vary International Film Festival den Don-Quijote-Preis, den Publikumspreis und den Spezialpreis der Jury.
Den Guldbagge, den wichtigsten schwedischen Filmpreis, gewann der Film in den Kategorien Bester Film, Beste Hauptdarstellerin (Alexandra Dahlström und Rebecka Liljeberg), Beste Regie und Bestes Drehbuch. Ralph Carlsson, der den Vater von Agnes darstellte, war zudem als Bester Nebendarsteller nominiert. Für die dänische Bodil war der Film als Bester nicht-amerikanischer Film nominiert, musste sich aber Pedro Almodóvars Alles über meine Mutter geschlagen geben. Den norwegischen Amanda Award erhielt der Film als Bester ausländischer Film. Bei der Verleihung des Europäischen Filmpreises im Jahr 1999 war der Film als Bester europäischer Film nominiert.

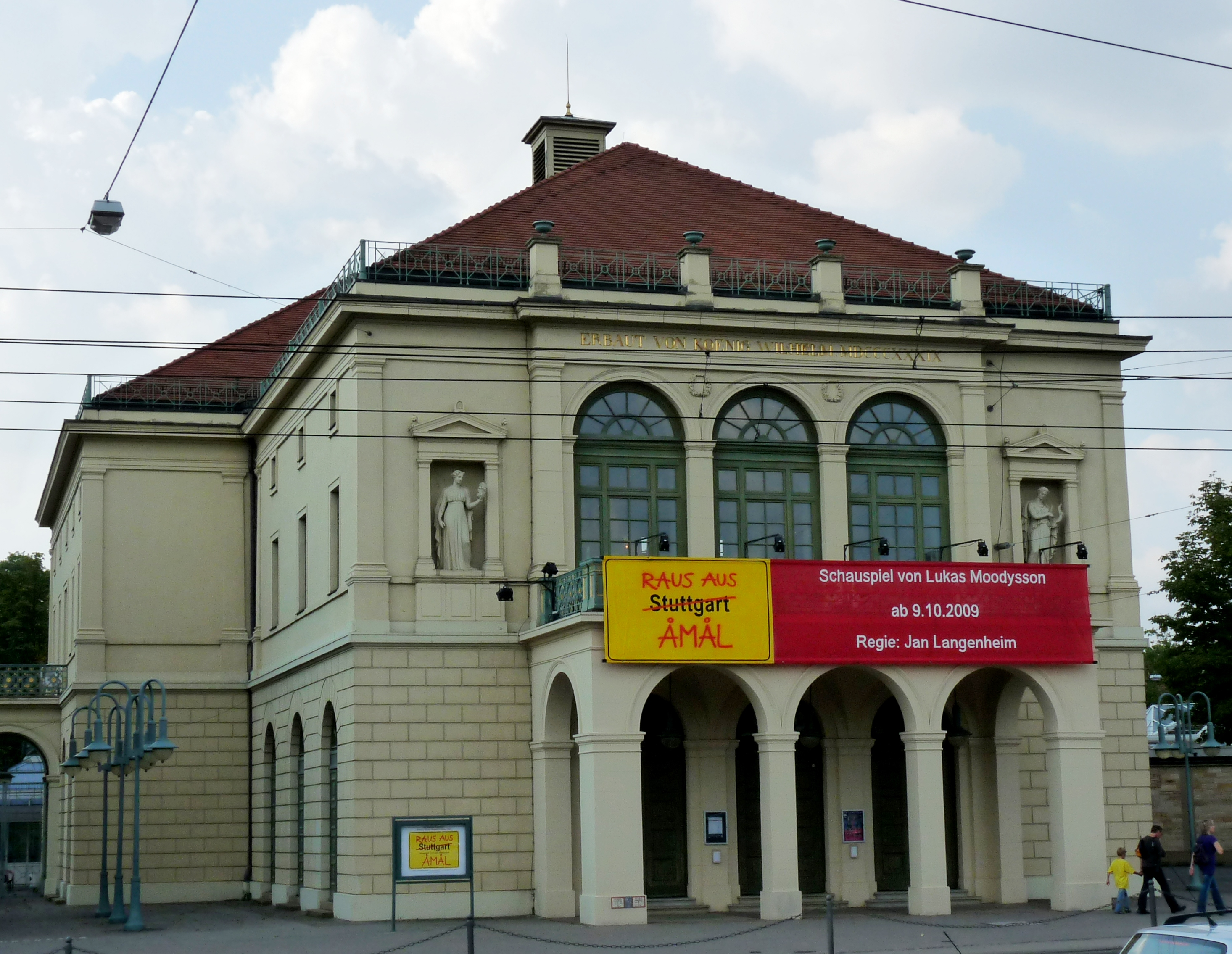
Wilhelma-Theater in Stuttgart

Der Film war der schwedische Beitrag für eine Oscar-Nominierung in der Kategorie Bester fremdsprachiger Film, wurde aber weder nominiert noch ausgezeichnet.

## Theater / Oper
Raus aus Åmål wurde außerdem schon mehrfach für das Theater adaptiert, zum Beispiel am Theater Konstanz. Im Oktober 2009 lief eine Produktion des Regisseurs Jan Langenheim im Wilhelma-Theater in Stuttgart. Die Premiere des Stückes war am 9. Oktober 2009.
An der Hamburger Staatsoper wurde der Stoff von Samuel Penderbayne für die Oper adaptiert. Premiere ist im Januar 2022.